# Cantón Marcabelí
El Cantón Marcabelí está ubicado al sur de la provincia de El Oro. Es un lugar reconocido por su abundante vegetación, donde nos encontraremos con el popular Balneario llamado La Chorrera, ubicado en el sitio El Rocío de la Parroquia El Ingenio. Su cabecera cantonal es  Marcabelí.  Su población es de 5.450 habitantes, tiene una superficie de 147km2.  Su alcalde actual para el período 2023 - 2027 es el Ing. Jonny Cueva Ramirez.

## Límites
- Al norte con los cantones Arenillas y Piñas
- Al sur con la provincia de Loja
- Al este con los cantones Balsas y Piñas
- Al oeste con el cantón Las Lajas

## Población
De acuerdo al Censo de Población y Vivienda 2010 en el cantón Marcabelí habitan 5.450 personas: 2.781 hombres y 2.669 mujeres.

## Turismo
En el Cantón Marcabelí, podemos encontrar gran variedad de paisajes, que al llegar podemos visualizar diferentes especies de aves, orquídeas.
Si desea estar en armonía, relajado en un ambiente natural, agua pura les recomendamos "La Chorrera" ubicado en la parroquia El Ingenio.

## División política
Marcabelí tiene dos parroquias:

### Parroquia urbana
- Marcabelí (cabecera cantonal)

### Parroquias rurales
- El Ingenio